# Lepyrus capucinus

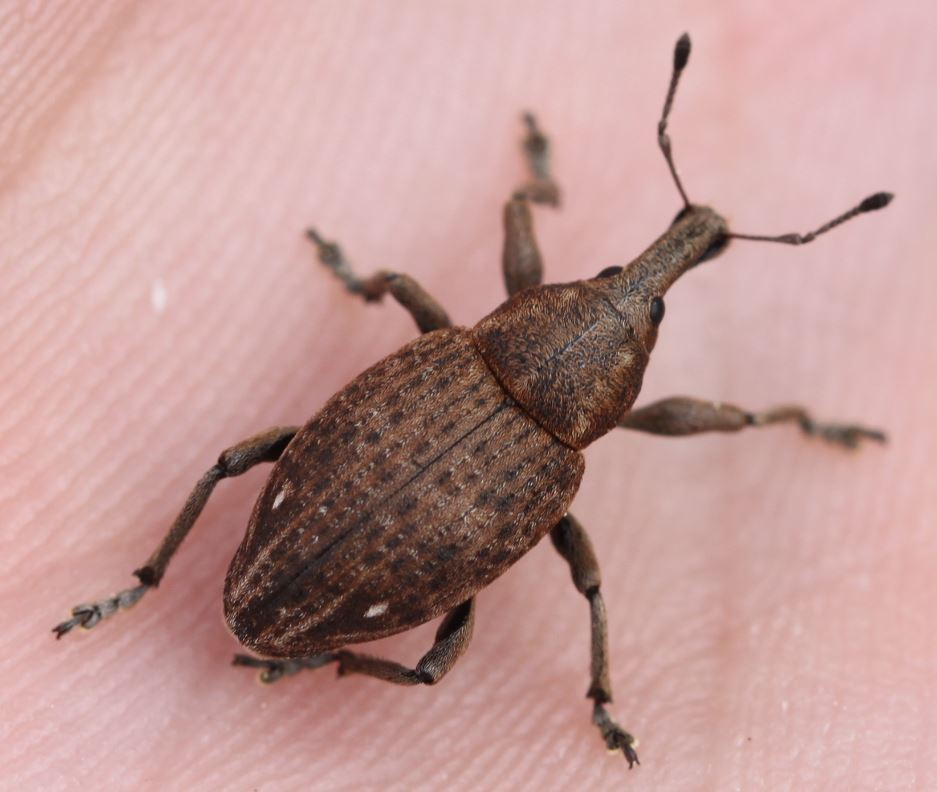
Lepyrus capucinus

Lepyrus capucinus, auch als Echter Hülsenrüssler bezeichnet, ist ein Käfer aus der Familie der Rüsselkäfer (Curculionidae).

## Beschreibung
Die rotbraunen gedrungenen Käfer sind 8–11 mm lang. Sie sind mit schmalen langen Schuppen überzogen. Auf den Flügeldecken befindet sich am Ende des 5. Zwischenraums ein heller Fleck.

## Verbreitung
Die Käferart ist in Europa weit verbreitet. Ihr Vorkommen reicht im Osten bis nach Sibirien, im Norden bis nach Dänemark und Südschweden. In Mitteleuropa ist sie recht häufig. In Südengland ist die Art selten. In Nordamerika wurde Lepyrus capucinus eingeschleppt.

## Lebensweise
Die polyphagen Käfer findet man insbesondere an Weiden, an Erlen und an Brombeeren (Rubus). Die Käfer beobachtet man von Mitte März bis in den Oktober.

## Taxonomie
In der Literatur werden folgende Synonyme verwendet:
- Curculio capucinus Schaller, 1783 (ursprünglicher Name)